# Шабаново (Владимирская область)
Шабаново — деревня в Гусь-Хрустальном районе Владимирской области России, входит в состав Купреевского сельского поселения.

## География
Деревня расположена в 8 км на восток от центра поселения Купреево и в 60 км на юго-восток от райцентра Гусь-Хрустального.

## История
В конце XIX — начале XX века деревня входила в состав Черсевской волости Меленковского уезда, с 1926 года — в составе Гусевского уезда. В 1859 году в деревне числилось 28 дворов, в 1905 году — 62 двора, в 1926 году — 94 двора.
С 1929 года деревня являлась центром Шабановского сельсовета Гусь-Хрустального района, с 1935 года — в составе Тащиловского сельсовета Курловского района, с 1954 года — в составе Купреевского сельсовета, с 1963 года — в составе Гусь-Хрустального района, с 2005 года — в составе Купреевского сельского поселения.

## Население
| 1859 | 1905 | 1926 | 2002 | 2010 | 2021 |
| ---- | ---- | ---- | ---- | ---- | ---- |
| 184  | ↗345 | ↗522 | ↘177 | ↘154 | ↘148 |